# Julien de Casabianca-Caumer
Pour les articles homonymes, voir Casabianca.
 (juin 2010).
Si vous disposez d'ouvrages ou d'articles de référence ou si vous connaissez des sites web de qualité traitant du thème abordé ici, merci de compléter l'article en donnant les références utiles à sa vérifiabilité et en les liant à la section « Notes et références ».

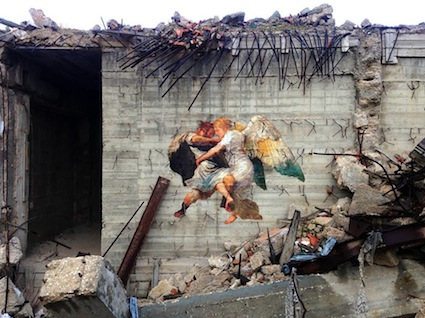
Photographie de Julien de Casabianca, série Outings (2016)

Julien de Casabianca-Caumer, né le 8 août 1970, est un artiste visuel, street artiste, photographe et auteur-réalisateur français. Il fut journaliste sous le nom de Julien Caumer dans les années 1990.

## Biographie
Street artiste, il réalise des collages monumentaux de personnages extraits des peintures des musées. Son travail photographique issu de ses collages est exposé en 2015 au Musée d'Art et d'Histoire de Genève et au Cummer Museum de Jacksonville (Usa), en 2016 au Musée d'Ixelles en Belgique et au Musée de Langres en France, en 2017 à la Galerie Nationale de Ljubljana, au Galesburg Illinois Museum.
Il a été artiste invité des musées Carnavalet à Paris, Mauritshuis Museum à La Haye, Brooks Museum à Memphis, Palais Beaux-Arts de Lille, Arocena Museon à Torreon au Mexique, Museum Behnhaus Drägerhaus à Lubeck en Allemagne, National Museum de Gdansk, Pologne    
À 19 ans, il fut le secrétaire d'Étienne Léandri, homme d'affaires corse proche des réseaux Elf
Il a ensuite été journaliste d'investigation pour L'Événement du jeudi, puis pour L'Express, et le Sunday Times, a publié quatre ouvrages chez Plon et Flammarion. Il a notamment lancé l'Affaire Elf-Helmut Kohl en France et Allemagne, pour la chaîne nationale allemande ARD. Il a ensuite intégré l'équipe de La Marche du siècle de Jean-Marie Cavada, puis rejoint la Rédaction nationale de France 2, et celle de France 3 où il a suivi Hervé Brusini, Directeur de l'Information. Il a participé à la création du magazine Pièces à Conviction, présenté par Élise Lucet.
Il fut l'un des animateurs du squat artistique « Chez Robert électron libre, 59 Rivoli » à sa création, de 1999 à 2002.
Puis il a fondé le Laboratoire de la Création, résidences d'artistes et lieux de création basé dans des monuments de la ville de Paris (fontaine de la Croix du Trahoir et fontaine Molière), axés sur la professionnalisation et l'aide aux artistes en développement, qui a notamment révélé les musiciens Yaron Herman, Anne Paceo, Sophie Alour, Géraldine Laurent, Alexandra Grimal.
Il a également fondé entre 2003 et 2009 La Fontaine, jazz-club rue de la Grange-aux-Belles, présenté comme le tremplin permettant aux musiciennes françaises de s'imposer dans le monde du jazz.
Réalisateur, il est notamment l'auteur de Coluche, La farce tranquille (Arte, 52 min) et a signé une vingtaine de vidéoclips (Tanita Tikaram, l'Attirail, Belmondo, Gary Peacock, Bill Carrothers...).
Son premier film, La Nuit après la pluie, court-métrage (21 min) a été écrit par Gao Xingjian, Prix nobel de littérature, et interprété par Vania Vaneau, de la compagnie Maguy Marin, et Marion Amiaud.
Il a réalisé en 2010 Passing By, long métrage (73 min), produit par France Télévision, filmé dans 44 villes de 22 pays d'Europe, sans scénario ni comédien ni mise en scène, en passant parmi les passants, pour lequel l'Université des arts de Tokyo l'invite en 2012 à donner une master-class aux étudiants de la section cinéma.
En décembre 2012, Passing By est présenté sous forme d'installation d'art contemporain de trente écrans sur la façade de la mairie du 4e arrondissement de Paris, commandée par Christophe Girard et inaugurée par Charlotte Rampling.
Il a réalisé en 2013 Il est arrivé quelque chose, long métrage (83 min) sur un drame intra-familial filmé de l'intérieur.
Depuis 2015 il se consacre à sa série de collages monumentaux Outings.

## Ouvrages
- RG : Leurs dossiers secrets. Coluche, Desproges, Gabin, Gainsbourg, Hugo, Malraux, Montand, Sartre, Signoret, Verlaine, Zola..., Flammarion (25 mai 2000).  (ISBN 2-08-067983-X)
- Les Requins: Un réseau au cœur des affaires Elf, Thomson, TGV, GMF, travaux publics, partis politiques, Flammarion (7 mai 1999)  (ISBN 2-08-067517-6)
- J'ai oublié qui j'étais avec Rémy Eyraud et Boris Cyrulnik, Plon, (mai 1995)  (ISBN 2-259-18156-2)
- Magouille - Un TGV en Nord (8 juin 1994). éditions Chapitre Douze Bruxelles  (ISBN 2-84035-015-7)